# Wikipedia w języku warajskim
Wikipedia w języku warajskim – edycja językowa Wikipedii tworzona w języku warajskim.
W październiku 2014 liczyła ona ponad 1,22 mln artykułów, stanowiąc 6. Wikipedię pod względem ich liczby.
1 sierpnia 2012 roku zawierała 110 541 artykułów, a w rankingu międzynarodowym zajmowała 39. miejsce. Rok później zawierała 530 548	artykułów, a w rankingu międzynarodowym zajmowała 15. miejsce.